# زولت في. نيميث
زولت في. نيميث هو مهندس وسياسي مجري، ولد في 12 يوليو 1963 في زومباثلي في المجر. نشط حزبياً في فيدس – الاتحاد المدني المجري. في الانتخابات البرلمانية المجرية 2014 ‏، انتخب عضو الجمعية الوطنية المجرية ‏ عن دائرة Individual Constituency Vas County No. 3 ‏ وقد انضم خلال فترته النيابية ‏ (6 مايو 2014 – ) للكتلة البرلمانية فيدس – الاتحاد المدني المجري وانتخب كاتب دولة ‏ (2010 – ).